# Anorexia Nervosa (band)
Anorexia Nervosa is een Franse symphonic blackmetalband. De band is in 1995 ontstaan uit de deathmetalband Necromancia. De band speelt een melodische vorm van black metal waarbij de keyboards een prominente rol innemen. De band kende korte tijd wereldwijde notoire faam nadat in september 2005 een tweeling in de Parijse wijk Ivry-sur-Seine een einde aan hun leven maakten door van een flat te springen. Op de weblog van deze twee meisjes vond men teksten van de band die naar de zelfdoding zouden verwijzen.

## Bandleden

### Huidige bandleden
- Stefan Bayle op gitaar
- Pier Couquet op basgitaar
- Nilcas Vans op drums
- Neb Xort op keyboards

### Voormalige bandleden
- Stéphane Gebaut met vocals (1995-1998)
- Marc Zabé op gitaar (1995-1998)
- Hreidmarr met vocals (1998-2005)

## Discografie
- (1995) Nihil Negativum (demo)
- (1997) Exile
- (1999) Sodomizing the Archangel
- (2000) Drudenhaus
- (2001) New Obscurantis Order
- (2004) Suicide is Sexy
- (2004) Redemption Process
- (2005) The September
- (2009) Disturbed